# 朝政
朝政とは、
1. あさまつりごと：早朝、貴族・文武の官人が参集したうえで天皇が政務をみること
2. ちょうせい：朝廷がおこなう政治、朝廷の政務一般

である。
また、「朝座に着いた官人による政治」という意味で「朝座政」と呼称する場合もある。

ここでは、1.について述べる。

## 飛鳥時代
『日本書紀』には、すでに推古朝の「十七条憲法」8条に、「群卿百寮 早朝晏退 公事靡監 終日難盡 」の記事があり、『隋書』にも600年に隋に派遣された遣隋使が高祖文帝に倭の風俗について質問された際、「以天爲兄 以日爲弟 天未明時出聽政 跏趺坐 日出便停理務 云委我弟」と応答したことが記録されており、早朝における天皇の聴政（政治を執ること）が示唆されている。
また、『日本書紀』には大化3年（647年）、孝徳天皇が難波の小郡宮で「礼法」を定めたということが記されている。冠位を有する官人は、毎朝午前4時ころまでに朝庭南門の外にならび、日の出とともに庭にはいって天皇に再拝し、そのあと正午まで朝堂で政務を執ることとした。遅刻した者は入ることができず、また、正午の鐘を聞いたら退庁すべし、としている。鐘は中庭につるしておき、鐘をつく者は赤い頭巾をかぶるべきことも定められた。鐘つき役人が赤い頭巾をかぶるのは、漢籍にみえる「鶏人（けいじん）」の模倣と考えられ、鶏が時を告げることに由来するものと推測される。
このとき、『魏志』倭人伝にも記された古くからの伝統である、両手を地面につけ、ひざまずいておこなう礼法（跪礼（きれい）・匍匐礼（ほふくれい））から、中国風の立ったままお辞儀する礼法（立礼（りつれい））に改められ、のちの時代に「難波朝庭（なにわのみかど）の立礼（たついや）」と称された。跪礼・匍匐礼は、のちにもしばしば禁止されていることから、旧来の慣習はなかなか改まらなかったものと考えられている。

## 奈良・平安時代
奈良時代・平安時代にあっても、早朝の聴政は続いており、「養老令」の宮衛令（くえいりょう）には、朝夕の鼓に合わせて宮城の門が開閉されることが定められており、午前6時半には朝堂の門を開くものとされている。この規定は「大宝令」の宮衛令以来のものと考えられる。さらに、「延喜式」では、季節による日の出・日の入りの時刻の変化に応じた門の開閉の時刻を、より詳細に定めている。
「延喜式」によれば、諸司の五位以上の官人は、大雨の日や11月から2月の極寒期をのぞき、基本的には毎朝、朝堂院で政務を執ることとなっていた。官人たちは、朝堂でみずからの席次（朝座）に就くと官司（官庁・官人組織）ごとに日常の政務を処理する。これを常政というが、弁官の決裁が必要な場合は弁官のもとへいって報告することとなっていた。これが申政である。また、太政大臣や左大臣、右大臣に直接上申する際には、その旨を弁官と外記に告げることとなっていた。

## 研究史
朝政に関する研究は、岸俊男『朝堂の初歩的考察』（1975年）を嚆矢としている。岸は、朝堂院が従来はもっぱら「朝儀の場」として捉えられて考察されてきたことを批判し、本来的にはむしろ推古朝の小墾田宮から平安宮まで一貫して「朝政の場」であったことを、1960年代以降急速に進展した都城の発掘調査の成果をもとに明らかにし、朝堂院のあり方と律令制における政治組織の整備とを関連づけ、近年の研究動向に強い影響をあたえた。
その後、鬼頭清明は藤原宮における朝堂院の形態を中国と比較してその特異性を論じ、古瀬奈津子が政務の運営と宮の構図との連関を平城宮・長岡宮・平安宮の時系列変化をもとに考察し、橋本義則は日本古代の朝政の変化について、さまざまな論点にふれながらこれを概括している。